# اوبتر-سور-درون
اوبتر-سور-درون (به فرانسوی: Aubeterre-sur-Dronne) یک کمون در فرانسه است که در canton of Aubeterre-sur-Dronne واقع شده‌است. اوبتر-سور-درون ۲٫۳۹ کیلومتر مربع مساحت دارد ۷۰ متر بالاتر از سطح دریا واقع شده‌است.